# María Vicente
María Vicente García (L'Hospitalet de Llobregat, 28 marzo 2001) è una multiplista e triplista spagnola.

## Biografia
A partire dal 2014, a soli tredici anni, Vicente inizia a gareggiare a livello regionale riportando i primi successi negli anni successivi. Nel 2017 vince il titolo mondiali allievi in Kenya a cui fanno seguito due medaglie agli Europei allievi in Ungheria, stabilendo la miglior prestazione mondiale under 18 nell'eptathlon.
Nel medesimo anno, nel salto triplo, esordisce tra i seniores agli Europei in Germania, fermandosi in qualificazione; qualche mese più tardi è salita sul podio con la medaglia d'argento ai Giochi olimpici giovanili in Argentina. Nel 2019 ha vinto una medaglia d'oro nell'eptathlon agli Europei juniores, fissando un nuovo record nazionale della disciplina.

## Record nazionali
- Eptathlon: 6 304 p. ( Lana, 25 aprile 2021)
- Pentathlon indoor: 4 501 p. ( Madrid, 19 febbraio 2021)

## Palmarès
| Anno | Manifestazione      | Sede         | Evento         | Risultato | Prestazione | Note                                  |
| ---- | ------------------- | ------------ | -------------- | --------- | ----------- | ------------------------------------- |
| 2017 | Mondiali U18        | Nairobi      | Eptathlon      | Oro       | 5 612 p.    |                                       |
| 2018 | Europei U18         | Győr         | Salto triplo   | Oro       | 13,95 m     |                                       |
| 2018 | Europei U18         | Győr         | Eptathlon      | Oro       | 6 221 p.    | Miglior prestazione mondiale under 18 |
| 2018 | Europei             | Berlino      | Salto triplo   | 25ª (q)   | 13,50 m     |                                       |
| 2018 | Olimpiadi giovanili | Buenos Aires | Salto triplo   | Argento   | 13,67 m     |                                       |
| 2019 | Europei indoor      | Glasgow      | Pentathlon     | 9ª        | 4 363 p.    |                                       |
| 2019 | Europei U20         | Borås        | Eptathlon      | Oro       | 6 115 p.    | Record nazionale                      |
| 2019 | Europei U20         | Borås        | 4×100 m        | Finale    | dq          |                                       |
| 2021 | Europei indoor      | Toruń        | Pentathlon     | dnf       | dnf         |                                       |
| 2021 | Giochi olimpici     | Tokyo        | Eptathlon      | 18ª       | 6 117 p.    |                                       |
| 2022 | Europei             | Monaco       | Eptathlon      | dnf       | dnf         |                                       |
| 2023 | Europei U23         | Espoo        | Salto in lungo | 13ª       | 6,56 m      |                                       |
| 2023 | Europei U23         | Espoo        | Salto triplo   | Oro       | 14,21 m     | = =                                   |
| 2023 | Mondiali            | Budapest     | Salto in lungo | 14ª (q)   | 6,59 m      |                                       |
| 2023 | Mondiali            | Budapest     | Salto triplo   | 13ª (q)   | 14,13 m     |                                       |
| 2024 | Mondiali indoor     | Glasgow      | Pentathlon     | dnf       | dnf         |                                       |

## Altre competizioni internazionali
2017
- al Festival olimpico della gioventù europea ( Győr), salto triplo - 13,72 m